# Carnaval de Caicó
O Carnaval de Caicó é o carnaval mais tradicional do estado brasileiro do Rio Grande do Norte. O evento realiza-se anualmente na cidade de Caicó, no interior do estado, a 256 km da capital. Considerado o terceiro maior carnaval da Região Nordeste, atrás apenas de Salvador e Recife/Olinda, Caicó atrai turistas devido à tranquilidade e animação, aliada a sua maior atração: o Bloco Ala Ursa ou como é apelidado, bloco do Magão, a cidade viu ser invadida por foliões de todo o nordeste.
O Carnaval na cidade de Caicó destaca-se por ser multicultural, pois aprecia os principais ritmos carnavalescos, como o frevo, axé, marchinhas e forró-elétrico. O bloco Ala Ursa, sempre sai as ruas acompanhada de sua orquestra, onde toca apenas frevo, algumas músicas de axé (em ritmo de frevo) e marchinhas. Já a festa noturna realizada no complexo Ilha de Santana dá preferência aos ritmos atuais, como axé e forró-elétrico.
Apesar de ser um carnaval que preza pela manutenção das tradições dos antigos carnavais, o mesmo tem sido o preferido pelo jovens da região, principalmente universitários da capital do estado e de outros estados, que acabam incorporando novos hábitos à festa.
Em 2014, o Carnaval de Caicó reuniu uma média de 70 mil pessoas nas ruas.